# Marabaixo
O Marabaixo é uma manifestação cultural de origem africana típica de comunidades afrodescendentes do Amapá, que inclui dança de roda, canto e percussão ligados às festas do catolicismo popular em louvor aos santos padroeiros da comunidade. Símbolo da identidade negra local, hoje o Marabaixo se apresenta como identidade e patrimônio cultural da população amapaense.
Em novembro de 2018, o marabaixo foi registrado pelo Instituto do Patrimônio Histórico e Artístico e Nacional (IPHAN) como Patrimônio Imaterial do Brasil e registrado como Forma de Expressão - Bens Culturais Imateriais, ao lado de manifestações como o Carimbó (Pará), o Maracatu (Pernambuco), o Tambor de Crioula (Maranhão) e a Arte Kusiwa do Povo Indígena Waiãpi (Amapá).
A Lei Estadual nº 1521/2010, de autoria do então deputado Dalto Martins, definiu o dia 16 de junho como Dia Estadual do Marabaixo Amapaense.
O Marabaixo não deve ser confundido com o Batuque nem com os demais ritmos afro-amapaenses (Sairé, Vominê e Zimba), os quais têm características próprias. Tampouco deve ser confundido com as religiões afro-brasileiras ou com o Carimbó paraense.

## Histórico

### Presença negra no Amapá
A presença de populações e culturas afrodescendentes é consequência direta do tráfico transatlântico de africanos escravizados, que entre os séculos XVI e XIX, trouxe aproximadamente 4,8 milhões de pessoas do continente africano ao Brasil, inclusive uma pequena parcela dentre eles trazida ao Amapá. Os primeiros africanos escravizados chegaram ao atual Amapá brasileira entre 1580 e 1610 por iniciativa dos ingleses, que pretendiam cultivar canaviais na costa de Macapá para fabricação de açúcar e rum. O empreendimento falhou e os ingleses deixaram a região, levando consigo os referidos escravizados.
Por volta de 1700, a escravidão negra tomou bastante fôlego no Maranhão e na Guiana Francesa, enquanto caminhava a passos mais lentos no Grão-Pará. O Cabo Norte era região fronteiriça, fracamente ocupada pela forças coloniais europeias, rota de fuga e localização perfeita para africanos escravizados no Pará, Maranhão e Guiana Francesa constituírem mocambos (quilombos), de tal forma que as coroas francesa e portuguesa assinaram tratados de devolução mútua de escravizados em 1732, 1752 e 1762.
A partir de 1750, a Coroa Portuguesa, na figura de Francisco Xavier de Mendonça Furtado, iniciou uma série de medidas modernizadoras para assegurar a posse e as fronteiras portuguesas na região amazônica: a fundação de vilas e sua povoação com colonos portugueses, a construção de fortificações militares, a tentativa de introdução de monoculturas de exportação; a abolição da escravidão dos indígenas e a submissão dos nativos ao trabalho compulsório assalariado, regulamentado pelo Diretório dos Índios e a criação da Companhia Geral de Comércio do Grão-Pará e Maranhão para estimular a entrada de pessoas negras escravizadas trazidas da África.
Foi nesse contexto geopolítico que houve a fundação dos núcleos de colonização europeia na região: Vila de São José de Macapá (1758), Vila Vistosa da Madre de Deus (1765) e Vila de Nova Mazagão (1770), além da construção da Fortaleza de São José de Macapá (1764-1782), fatos que impulsionaram fortemente o tráfico negreiro para a região. Por exemplo, em fevereiro de 1765, são trazidos a Macapá 174 negros escravizados da Câmara de Belém alugados pela Câmara de Macapá para construção da fortaleza. Em 1770, cerca de 2.000 mazaganenses aportam em Belém com 70 pessoas negras escravizadas (entre pretos e mouros); no mesmo ano chegam dois navios negreiros que trazem 419 negros da Guiné-Bissau, os quais são distribuídos entre os mazaganenses e posteriormente assentados na Vila Nova Mazagão entre 1770 e 1776. Em 1776, um navio negreiro vindo de Benguela chega em Belém com 485 negros, 91 deles são trazidos para Macapá e uma quantidade não especificada é direcionada para Nova Mazagão e Vila Vistosa. Na década de 1770, há registros de negros de nação mandinga e de nação benguela entre os cerca de 2.400 africanos construtores da fortaleza.
Embora Vila Vistosa da Madre de Deus tenha sido abandonada, a escravidão negra amplamente difundida em Mazagão e em Macapá, mesmo após o fim dos trabalhos na fortaleza. Na Vila Nova Mazagão, em 1799, havia mais pretos do que brancos. Na Vila de São José de Macapá, no ano de 1808, em praticamente todos os 297 domicílios havia escravizados dedicados à lavoura à fiação de tecidos (706 escravizados no total), sendo que alguns chagavam a possuir dezenas, como a viúva Thereza de Jesus (45 escravizados) ou Antônio José Vaz (que possuía nada menos que 83 escravizados). Tal situação favorecia a ocorrência de diversas fugas e revoltas bem como a formações de mocambos: entre 1736 e 1816, o Amapá registra 18 mocambos de negros, 04 mocambos mistos (negros e indígenas) e 1 mocambo de índios.
Em 1888, ano da abolição da escravatura, ainda havia 211 pessoas negras escravizadas em Macapá. Em Mazagão, os 2 únicos escravizados àquela data foram alforriados e foi feita uma celebração do acontecimento.

### O marabaixo antes e depois da criação do Território Federal do Amapá (1943-1988)
Segundo a tradição oral, marabaixo remonta ao período da escravidão. Em 1872, o jornal o Liberal do Pará menciona um grupo de pessoas negras escravizadas em Macapá colhendo galhos de murta para enfeitar o mastro da Santíssima Trindade ao som de toques de tambor, um ritual idêntico ao que ainda se pratica nos dias atuais.
Pelo menos desde a década de 1890 até o início da década de 1940, o marabaixo em Macapá era dançado em frente à Igreja de São José, logo após a entrega da coroa de prata que representa o Espírito Santo e da missa em louvor ao Divino Espírito Santo. Em frente à Igreja de São José também era dançada a "carioca", uma "luta dançada" muito provavelmente relacionada à capoeira trazida ao Brasil pelos negros de Angola.
Por outro lado, o marabaixo desagradava setores da sociedade civil e da Igreja Católica. Em 1898, o Jornal Pinsônia, o primeiro periódico impresso em terras que anos mais tarde seriam o Estado do Amapá, lançou pesadas críticas ao marabaixo ao afirmar que "a dança diabola do Mar-Abaixo [...] é indecente, é o foco das misérias, o centro da libertinagem, a causa segura da prostituição [...] os paes de famílias, não devem consentir as suas filhas e esposas frequentarem tão inconveniente e assustador espetáculo dessa dansa, oriunda dos Cafres". Em 1910, o missionário belga Padre Júlio Maria Lombaerd combatia publicamente as festas de marabaixo e, em dado momento, quebrou a coroa do Divino e mandou entregar os pedaços ao então festeiro do marabaixo. Apesar da repressão, o ato de dançar marabaixo em frente à Igreja matriz perdurou até 1947, segundo relembra Lucimar Araújo Tavares (Tia Luci, conhecida brincante do marabaixo do Laguinho).
A criação do Território Federal do Amapá (TFA), em 1943, representou um momento de ruptura da comunidade negra e de enfraquecimento do marabaixo. Macapá, fundada como vila em 1758 e elevada à cidade em 1856, desde 1944 passou a ser capital do território federal. Àquela data, era uma pequena cidade do interior do Pará com cerca de 1.200 habitantes, predominantemente negra e carente de infraestrutura. No intuito de construir a infraestrutura necessária para a administração pública territorial, um dos projetos era a remoção da população negra que já vivia na região central para regiões periféricas ao redor da cidade, então áreas de mata e roçados desabitados, o que de fato ocorreu no final dos anos 1940.
Uma parte da população negra, liderada por Julião Thomaz Ramos (1876-1958) foi para o norte, para habitar ao redor do chamado Poço do Mato (o antigo Poço da Boa Hora), onde havia um pequeno lago que servia para coleta de água e lavagem de roupas. Surgiu aí o Bairro do Laguinho. Outros, liderados por Gertrudes Saturnino, se dirigiram para oeste e criaram o Bairro da Favela (hoje, Bairro Santa Rita). O processo de despejo é ainda hoje controverso, relembrado e causa ressentimento entre aqueles que foram removidos e seus descendentes.  Embora Julião Ramos e seus familiares apoiassem a política de remoção, Josefa Lino da Silva (Tia Zefa, centenária brincante de marabaixo) relembra "que a maioria dos negros não gostou, mas ninguém nada falava". Maria Felícia Cardoso Ramos, outra idosa brincante do marabaixo, diz "os negros saíam das casas, mas com aquela mágoa. Nós saímos com mágoa".
A chegada de pessoas de outros estados a partir da criação do território (1943), a remoção dos negros do Centro e a chegada do Pontifício Instituto das Missões Estrangeiras - PIME (1948) criaram muitos atritos entre brincantes do marabaixo, clérigos e alguns grupos sociais, que viam o marabaixo como um folclore demoníaco que deveria ser combatido. Nos anos 1950, Benedita Ramos (Tia Biló, uma das mais conhecidas e idosas brincantes do marabaixo) afirma que seu pai (Julião Thomaz Ramos) e D. Felicinha foram afastados da Irmandade Sagrado Coração de Jesus por dançarem marabaixo. Adélia Tavares (Tia Guíta, famosa brincante de marabaixo) relembra que, nos primeiros anos do território, o marabaixo era desprezado por algumas pessoas como "dança de pretos" e que por isso brincantes de outras comunidades (como Curiaú) deixaram de vir dançar marabaixo na zona urbana de Macapá. Hernani Guedes (membro do grupo musical local Os Mocambos) relembra que na década de 1960 "[...] quem dançava marabaixo ou batuque não era convidado para os bailes sociais". Em 1980, Dom Aristides Piróvano declarou que "[...] a Igreja não é contrária à diversão do povo, mas não se pode misturar água benta com o diabo". O último marabaixo em frente à Igreja de São José de Macapá teria ocorrido em 1947.
Nesse contexto, a dança do marabaixo migrou da frente da Igreja de São José de Macapá, no Bairro Central, para dentro da casa do festeiro (organizador do festejo daquele ano) nos Bairros do Laguinho e da Favela, onde também passaram a ser rezadas as ladainhas e novenas (diante da mesa preparada para receber a a imagem da coroa de prata que representa a Santíssima Trindade e o Divino Espírito Santo) e realizados os bailes dançantes. O teto era enfeitado com bandeirinhas e em frente à casa do festeiro era levantado o mastro. Os homens e principalmente as mulheres da época buscavam exibir-se com roupas novas, não existia roupas padronizadas e o marabaixo era dançado descalço.

### Revalorização
Se o período territorial (1943-1988) foi de decadência e enfraquecimento do marabaixo, a partir dos anos 1980 a dança começou a passar por um projeto de resgate e valorização conduzido pelas próprias comunidades negras, movimentos sociais e poder público estadual (o Amapá tornou-se estado da federação em 08 de outubro de 1988).
Em 1986, foi criada em Macapá a União dos Negros do Amapá (UNA), entidade civil ligada ao movimento negro muito atuante nas décadas de 1980 e 1990, voltada para o fortalecimento das tradições afro-amapaenses, combate ao racismo e promoção do acesso da população negra ao ensino superior. Alguns anos mais tarde, a UNA teria como sede do Centro de Cultura Negra (CCN), localizado no Bairro do Laguinho, sendo que até hoje o centro cultural é popularmente chamado de “UNA” (embora a entidade civil já não funcione mais).
Em 1995, ocorreu o 1° Encontro dos Tambores no Quilombo do Curiaú, festividade em comemoração ao Dia da Consciência Negra que reuniu dezenas de comunidades negras e grupos de marabaixo, batuque, sairé e zimba do estado. Desde então, o Encontro dos Tambores é realizado anualmente, em vasta programação durante o mês de novembro que inclui apresentação das comunidades e grupos, rodas de samba, pagode e capoeira, percussão das religiões de matriz africanas presentes no estado (candomblé, umbanda e tambor de mina), shows artísticos locais e nacionais, feira afro-empreendedora, palestras educativas e concurso de beleza. O ápice da programação é a Missa dos Quilombos, celebração ecumênica que envolve praticantes de diversos seguimentos religiosos. Em 1998, o Encontro dos Tambores passou a ser realizado no Centro de Cultura Negra, não mais no Curiaú. A Lei nº 2077/2016, de autoria da então Deputada Cristina Almeida, reconhece o Encontro dos Tambores como patrimônio imaterial do Estado do Amapá.
Em 1998 foi inaugurado o Centro de Cultura Negra, no Bairro do Laguinho, Com seis blocos edificados numa aérea de 7,2 mil m², compreende um anfiteatro, Museu do Negro, auditório, espaço afro-religioso, sala de múltiplo uso e administração. O Centro de Cultura Negra foi erguido com o objetivo de preservar e difundir a cultura afro-amapaense e afro-brasileira, no entanto, salvo a programação do Encontro dos Tambores, o Centro de Cultura Negra encontra-se praticamente abandonado.
Desde os anos 1990, o marabaixo tem sido citado como influência decisiva por muitos artistas do cenário artístico amapaense, como Patrícia Bastos (cantora de música popular amapaense, MPA), Senzalas (grupo musical formado por Joãozinho Gomes, Val Milhomem e Amadeu Cavalcante, MPA), Zé Miguel (MPA), Banda Negro de Nós (MPA, zouk), Preto Jorge Antagonista (hip hop), Banda Tia Biló (rock), Companhia de Dança Afro-Baraká (dança), Coletivo Imazônia (artes plásticas). O marabaixo também foi uma das manifestações culturais homenageadas pela escola de samba X-9 Paulistana, no desfile de 2020.
Nos anos 2000 e 2010, diversas leis estaduais tiveram como objeto a salvaguarda do marabaixo, entre elas a Lei Estadual n° 845/2004 (insere o Ciclo do Marabaixo no calendário cultural do Estado), Lei Estadual n° 1.263/2008 (considera o marabaixo bem histórico e cultural do Estado do Amapá, para fins de tombamento de natureza imaterial), Lei Estadual n° 1.521/2010 (define o dia 16 de junho como Dia Estadual do Marabaixo) e Lei Estadual n° 2.220/2017 (cria o Calendário de Eventos das Festas Tradicionais Afro-amapaenses, incluindo o marabaixo, batuque, zimba, sairé, capoeira e festividades afro-religiosas). Além disso, o poder público investe recursos em dinheiro e infraestrutura para a realização das festividades anuais do Ciclo do Marabaixo. Por exemplo, em 2018, o Governo do Estado do Amapá destinou cerca de R$ 100 mil para a realização das festividades, além do suporte de segurança com a Polícia Militar e Corpo de Bombeiros. No mesmo sentido, a Prefeitura Municipal de Macapá destinou R$ 80 mil para a realização do Ciclo do Marabaixo de 2021.
Em 2018, o marabaixo foi tombado pelo Instituto do Patrimônio Histórico e Artístico e Nacional (IPHAN) como patrimônio imaterial do Brasil e inscrito no Livro Livro de Registro das Formas de Expressão - Bens Culturais Imateriais, ao lado de manifestações como o carimbó (Pará), o maracatu (Pernambuco), o tambor de crioula (Maranhão) e a arte kusiwa do povo indígena waiãpi (Amapá). A solenidade teve como consequência a criação do Comitê Gestor da Salvaguarda do Marabaixo, que objetiva elaborar o Plano de Salvaguarda do Marabaixo.
"Essa questão da juventude estar inserida começou a acontecer de mais ou menos dez anos para cá. Pouquíssimo tempo. A juventude não se inseria porque tinha esse conceito de que o marabaixo era 'de velho', que era 'de preto', que era 'macumba'. Se tem muito isso. Marabaixo não é 'macumba', mas não vejo nenhum problema se fosse. Umbanda e candomblé são religiões, como é a católica, como é a evangélica e que merecem todo o respeito e valorização como qualquer uma outra. Mas o marabaixo não é! Marabaixo é uma manifestação cultural! Que envolve uma religião e essa religião é a Igreja Católica." Danniela Ramos (Laguinho), em entrevista concedida ao IPHAN em 2019, sobre a relação entre marabaixo e religiões afro-brasileiras. 
Apesar do crescente prestígio, o preconceito e a desinformação de parte da sociedade amapaense persiste. Em 2008 e 2009, houve atritos entre os marabaixeiros e os párocos da Igreja São Benedito, após o padre da época declarar publicamente que "o marabaixo era festa do diabo para tirar dinheiro do governo".  Em 2018, a então Miss Amapá causou polêmica ao demonstrar desconhecimento total sobre a manifestação cultural, o que culminou na abdicação de seu título. Em 2021, um pastor evangélico causou polêmica ao se referir à estátua que homenageia Tia Chiquinha (famosa brincante de marabaixo e batuque do Curiaú) erguida na Zona Norte de Macapá como "estátua sombria que causa medo nas crianças". A postagem foi repudiada por brincantes do marabaixo e por membros da cena cultural do estado.

## Ocorrência
O marabaixo está intimamente ligado aos festejos do catolicismo popular realizados em louvor aos santos padroeiros e de devoção das comunidades afrodescendentes. Cada comunidade tem suas festas tradicionais e calendários próprios compostos por diversos eventos: missas, novenas, ladainhas (parte religiosa do festejo), rodas de marabaixo, bailes dançantes, quebra da murta, corte e levantamento do mastro, almoços e bingos (parte lúdica do festejo). Assim, as rodas de marabaixo tradicionalmente ocorrem durante as festas em louvor ao santo de devoção da comunidade.
O marabaixo também é dançado durante o Encontro dos Tambores, festividade em alusão ao Dia da Consciência Negra que ocorre desde a década de 1990, reunindo anualmente dezenas de grupos de marabaixo, batuque, sairé e zimba no Centro de Cultura Negra do Amapá. A Lei nº 2077/2016, de autoria da então Deputada Cristina Almeida, reconhece o Encontro dos Tambores como patrimônio imaterial do Estado do Amapá.
No Dossiê de Registro de 2018, o IPHAN identificou que existem 5 grupos que mantêm a tradição do marabaixo na zona urbana de Macapá (2 grupos no Laguinho e 3 na Favela, atual Santa Rita) além de 36 comunidades negras rurais em 3 municípios (Macapá, Santana e Mazagão) que praticam a dança do marabaixo no interior do estado:
- Abacate da Pedreira (Macapá)
- Alto do Pirativa (Santana)
- Ambé (Macapá)
- Areal do Matapi (Macapá)
- Campina Grande (Macapá)
- Carmo do Maruanum (Macapá)
- Carvão (Mazagão)
- Casa Grande (Macapá)
- Cinco Chagas do Matapi (Santana)
- Conceição do Macacoari (Macapá)
- Conceição do Maruanum (Macapá)
- Coração (Macapá)
- Curiaú (Macapá)
- Fátima do Maruanum (Macapá)
- Igarapé do Lago (Santana)
- Ilha Redonda (Macapá)
- Joaquina do Maracá (Mazagão)
- Lagoa de Fora (Macapá)
- Lagoa dos Índios (Macapá)
- Maruanum (Macapá)
- Mazagão Velho (Mazagão)
- Nossa Senhora do Desterro (Macapá)
- Nossa Senhora da Conceição do Maruanum (Macapá)
- Ressaca da Pedreira (Macapá)
- Rosa (Macapá)
- Santa Luzia do Maruanum (Macapá)
- Santo Antônio do Matapi (Macapá)
- São Francisco do Matapi (Santana)
- São João do Matapi (Santana)
- São José do Matapi do Porto do Céu (Santana)
- São José do Mata Fome (Macapá)
- São Miguel do Maracá (Mazagão)
- São Raimundo do Maruanum (Macapá)
- São Raimundo do Pirativa (Macapá)
- São Tiago do Matapi (Macapá)
- Torrão do Matapi (Macapá)

## Origem
No meio acadêmico, a origem do marabaixo é tida como imprecisa, embora seja unanimidade entre os praticantes que o marabaixo foi trazido da África pelos negros escravizados. O pesquisador amapaense Fernando Canto propõe que tenha origem no Marrocos, no norte do continente africano, pois há brincantes e comunidades que defendem que o marabaixo foi criado e difundido em Mazagão Velho.
O própria palavra marabaixo é também de origem incerta e existem várias versões sobre seu significado. Em uma versão, marabaixo faria referência do trajeto do navio negreiro mar abaixo (ou seja, da África para o Brasil). Noutra, seria a uma corruptela de marabiti ("louvar", em árabe). Em outra triste versão, o termo marabaixo teria se originado a partir de um negro africano que faleceu durante a horrenda viagem no navio negreiro e teve seu corpo jogado mar abaixo, sendo posteriormente feita uma dança em sua homenagem.
"O marabaixo, ele veio da África. Eles vinham no fundo do barco, no fundo do navio... Vinham no fundo do navio jogado no fundo do navio... Acorrentado! E desse porão do navio é que eles vinham cantando mar acima e mar abaixo." Raimundo Lino Ramos (1936-2011), o Mestre Pavão, um dos mais respeitados marabaixeiros do Bairro do Laguinho, sobre a origem do marabaixo. 
"Ele mandou chamar o negro [...] pegaram ele e embarcaram ele obrigado [...] botaram pra dentro do navio, e saíram e vieram embora. [...] Quando entraram no norte, o velho morreu, fraco, lá emburrado. [...] o velho fedendo, morreu há mais de 3 dias lá, aí a mesma senhora que era dona do grupo [...]: o fulano vai nos fazer mal, o mar é bento, é sagrado, vamos jogar ele no mar. Aí todo mundo rezou pra eles e jogaram ele no mar, aí ele foi descendo, no mar abaixo. A sinhá deu licença e fez um coco, em homenagem a ele. E ela disse que a dança agora, não ia ter mais o nome de coco, mas de Marabaixo." Josefa Pereira Lau (1928-2020), a Tia Zezinha, uma das mais respeitadas mestras do marabaixo e do batuque de Mazagão Velho e da Comunidade Quilombola do Igarapé do Lago, sobre a origem do marabaixo. 

## Características

### Instrumentos

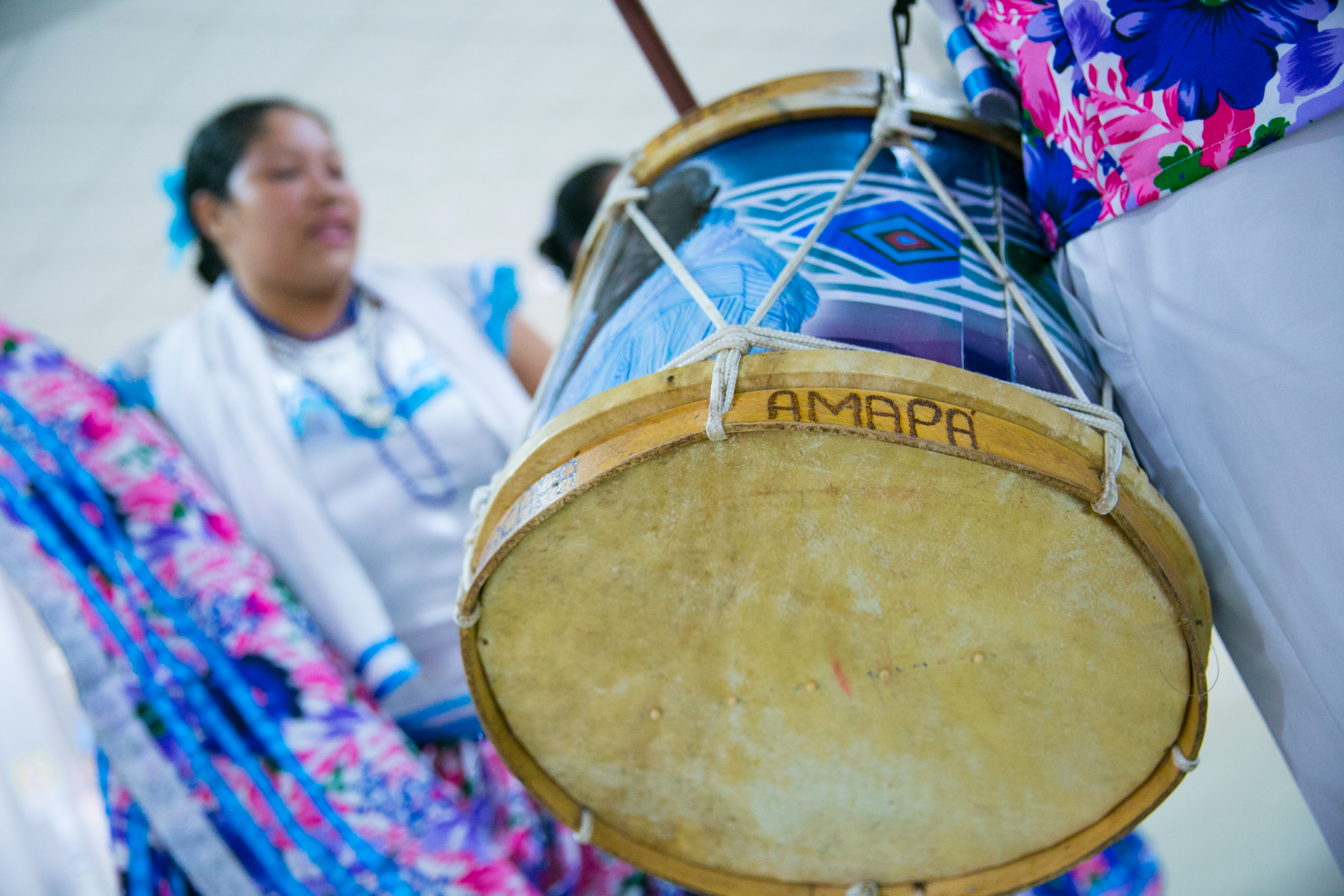
Detalhe parcial de uma caixa de marabaixo. É possível notar os fios laterais (responsáveis pela afinação) e a "esteira da caixa" (fio de miçangas na parte inferior).

O instrumento musical característico do marabaixo é a caixa de marabaixo (chamadas de zanga no Quilombo do Maruanum). Na maioria das comunidades, é o único instrumento tocado durante as rodas de marabaixo, porém algumas poucas comunidades (como Mazagão Velho e Maruanum) também utilizam os paus-de-chuva (chocalhos comprido feito de bambu).
A caixa de marabaixo é geralmente produzida de madeira nobre. Seu corpo possui formato cilíndrico com duas peles de couro animal (sucuriju, carneiros, veados, bodes) afixadas nas extremidades e tensionadas por meio de aros feitos de madeira flexível. O som é produzido pelo ato de percutir com duas baquetas o couro afixado em uma das extremidades fazendo com que as ondas formadas no interior da caixa atinjam a extremidade oposta desta, onde está afixada a esteira da caixa, um fio em nylon preenchida com miçangas que fica muito próxima ao couro da extremidade inferior da caixa, fundamental produzir o som típico do instrumento. As caixas são atracadas com fios e pedaços de borracha, presos a elas pela lateral, os quais são responsáveis pela afinação do instrumento. Para as caixas serem tocadas, são presas ao ombro por um cordão grosso colorido.
Os toques (chamados dobrados ou viradas) produzidos pelos caixeiros são diversos: podem ser mais lentos ou mais acelerados; mais cadenciados ou mais quebrados; dependendo do ladrão (cantiga), da comunidade (Macapá, Mazagão Velho e Maruanum têm ritmos diferentes) e da habilidade do tocador. O diferencial do marabaixo é que os caixeiros evoluem DENTRO da roda junto com os dançantes, ao mesmo tempo que tocam a caixa e jogam ou respondem os ladrões. Uma roda de marabaixo pode ter de três a sete tocadores, geralmente homens (embora seja muito comum que mulheres também toquem caixa).

### Dança
O marabaixo é uma dança de roda. Nas rodas de marabaixo, os tocadores de caixa posicionam-se no centro, enquanto os dançantes dançam ao redor deles, formando uma roda que gira sempre em sentido anti-horário. O passo característico do marabaixo é pé arrastado no ritmo das caixas, o que representa os antigos africanos escravizados com os pés acorrentados.
No marabaixo, os dançantes seguem o passo básico de pés arrastados um seguido do outro, mas todos têm a oportunidade de desenvolver seus próprios movimentos e gingados peculiares. As mulheres dançam segurando a saia rodada num bailado cadenciado que envolve deslocamento lateral, para frente e para trás e também girando para ambos os lados. Ora os braços são embalados pela ginga dos corpos, ora são movimentados para baixo e para cima e, às vezes, erguidos para cima no momento dos giros. Os quadris são requebrados e empurrados para trás, para frente e para ambos os lados. Os homens dançam cortejando a dama com movimentos corpóreos cheios de  “catimba, graça e presepada”. Ora se agacham como se fossem cair, ora ficam saculejando os ombros, ora abrem as pernas inclinando o corpo à frente e marcando a cadência da cantiga com os pés arrastados um seguido do outro ou paralelos, com passos miúdos. No passado, a performática corporal era discreta porque rememorava os antepassados africanos acorrentados; hoje, o toque da caixa e a dança apresentam uma postura corporal altiva, alegre e confiante, que busca transmitir orgulho e afirmação.
No passado, junto ao marabaixo existiu entre os negros de Macapá uma “luta dançada”, chamada de carioca. Em 1949, o pesquisador Manoel Nunes Pereira a descreveu como “homens ‘feitos’, rapazes e crianças que se empenhavam em luta corporal, rasteiras e capoeiras”. Segundo Pedro Bolão, quilombola do Curiaú brincante do marabaixo, a carioca era executada pelos homens e ocorria no momento em que as pessoas iam realizar o corte da murta. Na ocasião o som da caixa era “dobrado”, ou seja, em ritmo bastante acelerado. A carioca em si está há muitas décadas extinta em Macapá, mas uma referência a ela ainda existe nas rodas de marabaixo, quando os dançantes simulam uma luta corporal com movimentos parecidos com a capoeira.

## Ciclo do Marabaixo: etapas e significados
Ciclo do Marabaixo é o nome que se dá ao tradicional festejo organizado pelos negros do Laguinho e da Favela (bairros da região central de Macapá) em homenagem à Santíssima Trindade e ao Divino Espírito Santo: eventos sagrados (missas e ladainhas) e profanos ou lúdicos (roda de marabaixo, corte dos mastros, quebra da murta, bailes dançantes, almoços e outros eventos) compõem o calendário do ciclo. O ciclo do marabaixo sempre começa no Sábado de Aleluia (na Favela) e no Domingo de Páscoa (no Laguinho); e termina no Domingo do Senhor (primeiro domingo após Corpus Christi). Assim, as datas iniciais e finais do ciclo variam de ano a ano em função da data da Páscoa.
Os atos e datas do Ciclo do Marabaixo estão especificados abaixo. A título ilustrativo, serão utilizadas as datas relativas ao ciclo de 2018.
| ETAPAS DO CICLO DO MARABAIXO                                                            |                   |                                                                                   | |
| Data                                                                                    | Local             | Ato                                                                               | Descrição |
| Sábado de Aleluia (31/03/2018)                                                          | Favela            | Aceitação das bandeiras (de dia) e marabaixo de aceitação das bandeiras (à noite) | No Sábado de Aleluia, os brincantes do Laguinho (portando a bandeira vermelha e branca do Divino Espírito Santo) vão às ruas encontrar os brincantes da Favela (portanto a bandeira azul e branca da Santíssima Trindade). O ato representa o reencontro das famílias negras separadas pela remoção do centro de Macapá, na década de 1940. À noite, ocorre o marabaixo de aceitação da bandeira: primeira roda de marabaixo do ciclo, que ocorre na Favela. A roda de marabaixo começa às 18hs e termina à meia-noite. |
| Domingo de Páscoa (01/04/2018)                                                          | Laguinho          | Marabaixo da Ressurreição                                                         | Primeira roda de marabaixo no Laguinho. |
| Pausa                                                                                   |                   |                                                                                   | Depois dos atos de abertura, na Semana Santa, o ciclo pausa durante quatro semanas, recomeçando no quinto final de semana após a Páscoa. |
| Quinto sábado após a Páscoa (05/05/2018)                                                | Laguinho          | Sábado do mastro do Divino Espírito Santo (corte dos mastros)                     | No quinto sábado após a Páscoa, os brincantes do Laguinho vão ao Quilombo do Curiaú cortar os mastros (ou seja, retirar das matas dois troncos de árvore: um será pintado de vermelho e branco e outro será enfeitado com murta e em seguida erguidos em frente à casa do festeiro). Depois de cortado, os mastros são levados à casa do festeiro pelas ruas do Bairro do Laguinho ao som das caixas de marabaixo. |
| Domingo seguinte ao sábado dos mastros do Divino Espírito Santo (06/05/2018)            | Laguinho          | Domingo do Mastro do Divino Espírito Santo                                        | No dia seguinte ao corte do mastro ocorre a segunda roda de marabaixo no Laguinho, das 18hs à meia-noite. |
| Primeira quarta-feira após o domingo dos mastros (09/05/2018)                           | Laguinho          | Quarta-Feira da Murta do Divino Espírito Santo                                    | Na tarde da quarta-feira, os brincantes do Laguinho retornam às matas do Curiaú para quebrar a murta (retirar galhos da referida planta, para prendê-los junto a um dos mastros retirados no final de semana anterior). A murta é uma planta aromática que faz referência à murta bíblica, representando limpeza e pureza espiritual. Em seguida, os brincantes caminham com os galhos de murta pelas ruas do bairro do Laguinho, ao som do toque das caixas, até a casa do festeiro. A partir das 18hs começa a terceira roda de marabaixo do Laguinho, que terminará somente na manhã da quinta-feira seguinte. |
| Quinta-feira seguinte à quarta-feira da murta (10/05/2018)                              | Laguinho          | Quinta-feira da Hora                                                              | Depois de uma noite inteira de marabaixo, às 06hs da manhã da chamada Quinta-feira da Hora ocorre a levantação dos mastros do Divino Espírito Santo. Os dois mastros são erguidos na frente da casa do festeiro: um deles é pintado de vermelho e branco e outro tem galhos de murta presos por toda sua extensão. No alto de ambos os mastros é pregada uma pequena bandeira vermelha e branca, representando o Divino Espírito Santo. À noite, ocorre o primeiro baile dançante, embalado por som mecânico reproduzindo as músicas da moda (como o tecnobrega paraense ou o zouk antilhano). No passado, o baile dançante era chamado Baile de Sócios do Divino Espírito Santo: o baile era frequentado apenas pelo sócios pagantes da mensalidade. Como no presente, a música tocada não era o marabaixo, mas a música em voga no momento. |
| Sexta-feira seguinte à Quinta-feira da Hora (11/05/2018)                                | Laguinho          |                                                                                   | Na noite da sexta-feira seguinte à Quinta-Feira da Hora é rezada a primeira de 9 ladainhas (em português e em latim) em louvor ao Divino Espírito Santo. Para as ocasião, o festeiro organiza dentro de sua casa um altar com flores, velas e uma pequena imagem (coroa de prata enfeitada de fitas vermelhas e brancas). |
| Pausa                                                                                   |                   |                                                                                   | No primeiro final de semana imediatamente após a levantação dos mastros do Divino Espírito Santo, não há nenhum evento. O ciclo recomeça no final de semana seguinte, momento em que recomeçará o ciclo na Favela. |
| Segunda sexta-feira após a levantação dos mastros do Divino Espírito Santo (18/05/2018) | Laguinho e Favela |                                                                                   | Na segunda sexta-feira após a levantação dos mastros é rezada a primeira de 9 ladainhas (em português e em latim) em louvor à Santíssima Trindade. Para as ocasião, o festeiro organiza dentro de sua casa um altar com flores, velas e uma pequena imagem (coroa de prata enfeitada de fitas azuis e brancas). |
| Segundo sábado depois da Quinta-feira da Hora (19/05/2018)                              | Laguinho e Favela | Sábado do mastro da Santíssima Trindade (corte dos mastros)                       | No segundo sábado após a levantação dos mastros do Divino Espírito Santo, o ciclo prossegue no Laguinho e recomeça na Favela depois de uma longa pausa. Os brincantes retornam às matas do Curiaú: os brincantes do Laguinho e da Favela vão retirar dois mastros cada um: um será pintado de azul e branco e outro será enfeitado com galhos de murta. No Laguinho ocorre o segundo baile dançante. |
| Domingo seguinte ao sábado do mastro da Santíssima Trindade (20/05/2018)                | Laguinho e Favela | Domingo do Divino Espírito Santo                                                  | Pela manhã, ocorre uma missa seguida de café da manhã. À tarde ocorre a quebra da murta da Santíssima Trindade: os brincantes do Laguinho e da Favela retornam ao Quilombo do Curiaú para quebrar a murta. Em seguida, caminham com os galhos de murta pelas ruas do bairros do Laguinho e da Favela, ao som do toque das caixas, até a casa do festeiro. A partir das 18hs começa a quarta roda de marabaixo do Laguinho e a segunda roda de marabaixo da Favela. Em ambos os locais a festa terminará somente na manhã da segunda-feira seguinte. |
| Segunda-feira seguinte ao Domingo da Murta da Santíssima Trindade (21/05/2021).         | Laguinho e Favela | Segunda-feira da Levantação do Mastro da Santíssima Trindade                      | Depois de uma noite inteira de marabaixo, às 06hs da manhã da segunda-feira ocorre a levantação dos mastros da Santíssima Trindade. Os dois mastros são erguidos na frente da casa do festeiro: um deles é pintado de azul e branco e outro tem galhos de murta presos por toda sua extensão. No alto de ambos os mastros é pregada uma pequena bandeira azul e branca, representando a Santíssima Trindade. Ocorre, ainda, o terceiro baile dançante (Laguinho) |
| Primeiro sábado após à levantação dos mastros da Santíssima Trindade (26/05/2018)       | Laguinho          |                                                                                   | Quarto e último baile dançante. |
| Primeiro domingo após a levantação dos mastros da Santíssima Trindade (27/05/2018)      | Laguinho e Favela | Domingo da Santíssima Trindade                                                    | Pela manhã, ocorre uma missa. À tarde ocorre um almoço. Na Favela, o almoço é denominado “Almoço dos Inocentes”, momento no qual é ofertado alimento a doze crianças da comunidade e depois para o público em geral. |
| Corpus Christi (31/05/2018)                                                             | Laguinho e Favela | Corpus Christi                                                                    | Pela manhã, ocorre uma missa. À noite, das 18hs à meia-noite, ocorre a quinta roda de marabaixo do Laguinho e terceira roda de marabaixo da Favela. |
| Domingo seguinte a Corpus Christi (03/05/2018)                                          | Laguinho e Favela | Domingo do Senhor (encerramento do ciclo)                                         | Eventos de encerramento. À tarde ocorre a derrubada dos mastros e a escolha do novo festeiro: o primeiro a tocar na bandeira posicionada no alto dos mastros se torna o anfitrião do ciclo do ano seguinte. Das 18 à meia-noite ocorre a sexta (no Laguinho) e quarta (na Favela) roda de marabaixo, a última do ciclo. |